# Kleinemeer (waterschap)
Kleinemeer (ook geschreven als Kleine meer) is een voormalig waterschap in de provincie Groningen.
Het schap lag grotendeels ten zuiden van Sappemeer. De noordgrens lag bij het Winschoterdiep, de oostgrens bij het Borgercompagniesterdiep, de zuidgrens liep van de bocht in dit diep haaks over het land naar de Kalkwijk en de westgrens lag bij deze wijk. In het midden ligt de buurtschap Kleinemeer, de naamgever van het waterschap. Het gemaal stond aan de noordzijde van de polder en sloeg via het Oude diepje uit op het Winschoterdiep. 
Waterstaatkundig gezien ligt het gebied sinds 2000 binnen dat van het waterschap Hunze en Aa's.